# Завод суперфосфату у Біккаволу
Завод суперфосфату у Біккаволу – підприємство у штаті Андхра-Прадеш, яке належить компанії K.P.R. Agrochem (первісно мала назву K.P.R. Fertilisers). 
Завод, який почав роботу у 2009/2010 бюжетному році, має потужність на рівні 500 тон суперфосфату на добу, при цьому номінальна річна потужність рахується як 150 тисяч тон. Втім, фактичний показник може суттєво відрізнятись від проектного, так, у 2021/2022 бюджетному році виробництва склало лише 28 тисяч тон. 
Суперфосфат отримують шляхом обробки імпортованих фосфатів сульфатною кислотом, яка продукується на самому майданчику в обсягах до 300 тон на добу (номінальна річна потужність 99 тисяч тон). Технологія виробництва зазначеної кислоти передбачає спалювання сірки із виділенням значних обсягів тепла, утилізація якого дозволяє отримувати 1,5 МВт електроенергії. 
Як побічний продукт завод може виробляти до 30 тон дикальцій фосфату на добу (використовується передусім як харчова добавка, зокрема у кормах для тварин).
Можливо відзначити, що K.P.R. Agrochem має ще один завод суперфосфату, який працює у штаті Карнатака в Коппалі.